# Argenton-sur-Creuse
Argenton-sur-Creuse ist eine französische Gemeinde mit 4817 Einwohnern (Stand 1. Januar 2022) im Département Indre in der Region Centre-Val de Loire.

## Geographie
Argenton-sur-Creuse liegt am Fluss Creuse, circa 30 Kilometer südwestlich von Châteauroux. Ganz in der Nähe befindet sich der Regionale Naturpark Brenne.

## Bevölkerungsentwicklung
| Jahr                       | 1962 | 1968 | 1975 | 1982 | 1990 | 1999 | 2007 | 2018 |
| Einwohner                  | 6344 | 6400 | 6424 | 5848 | 5193 | 5146 | 5180 | 4902 |
| Quellen: Cassini und INSEE |      |      |      |      |      |      |      |      |

## Geschichte
Argenton-sur-Creuse liegt in der Nähe des antiken Oppidum Argentomagus, das sich etwas nördlich der heutigen Stadt befand. Hier siedelten bereits in vorrömischer Zeit die Biturigen. Die Römer eroberten die Region um 50 v. Chr. Der Name der antiken Stadt leitet sich wahrscheinlich von dem lateinischen Wort für Silber ab, denn die Stadt war ein Zentrum der Silberverarbeitung. In Argentomagus vereinigten sich zwei von Burdigala (heute Bordeaux) nach Avaricum (heute Bourges) führende Straßen. In gallo-römischer Zeit blühte der Ort vor allem im 2. und 3. Jahrhundert n. Chr.
Im Mittelalter entwickelte sich Argenton-sur-Creuse zu einem in beherrschender Stellung auf einem Hügel gelegenen Platz. 761 eroberte Pippin der Jüngere die Stadt und ihr Schloss von Herzog Waifar von Aquitanien. 1020 wurde Argenton-sur-Creuse vom Herrn von Déols eingenommen und teilte seither die Schicksale des Berry. König Philipp II. August bemächtigte sich 1188 des Ortes. Die mittelalterliche Stadt lag nur am linken Ufer der Creuse; erst seit dem 14. Jahrhundert begann sie sich über das rechte Flussufer auszudehnen. Im 16. Jahrhundert war Argenton-sur-Creuse ein fester Platz der Heiligen Liga, unterwarf sich jedoch schon 1589 Heinrich IV. Das Schloss der Stadt wurde unter König Ludwig XIII. auf Befehl Richelieus 1632 geschleift; Ruinen des gemeinhin als Tour d’Héracle bezeichneten Donjons blieben bestehen.
Die Deutschen verübten als SS-Division „Das Reich“ am 9. Juni 1944 Kriegsverbrechen an Zivilisten, mit 67 Ermordeten (vgl. Massaker von Argenton-sur-Creuse)

Am 31. August 1985 ereignete sich im Bahnhof von Argenton-sur-Creuse ein schwerer Eisenbahnunfall, bei dem 43 Menschen ums Leben kamen. 

## Persönlichkeiten
- Jean-Baptiste Aucler-Descottes, Politiker
- Antoine Berman (1942–1991), Philosoph und Übersetzungswissenschaftler
- Jérôme Legrand, Politiker
- Sylvain Pépin, Politiker
- François Rollinat, Biologe
- Michel Sapin (* 1952), Bürgermeister der Stadt 1995–2001

## Partnerstadt
Argenton-sur-Creuse unterhält eine Partnerschaft mit Wiblingen, einem Stadtteil von Ulm.